# Folzbach
Der Folzbach ist ein linker Zufluss der Feldkahl im Landkreis Aschaffenburg im bayerischen Spessart.

## Geographie

### Verlauf
Der Folzbach entspringt in einem Tal östlich von Daxberg. Er fließt in nordöstliche Richtung, speist den Fischweiher des ASV Schimborn und mündet in Schimborn in die Feldkahl.

### Flusssystem Kahl
- Liste der Fließgewässer im Flusssystem Kahl

## Einzelnachweise

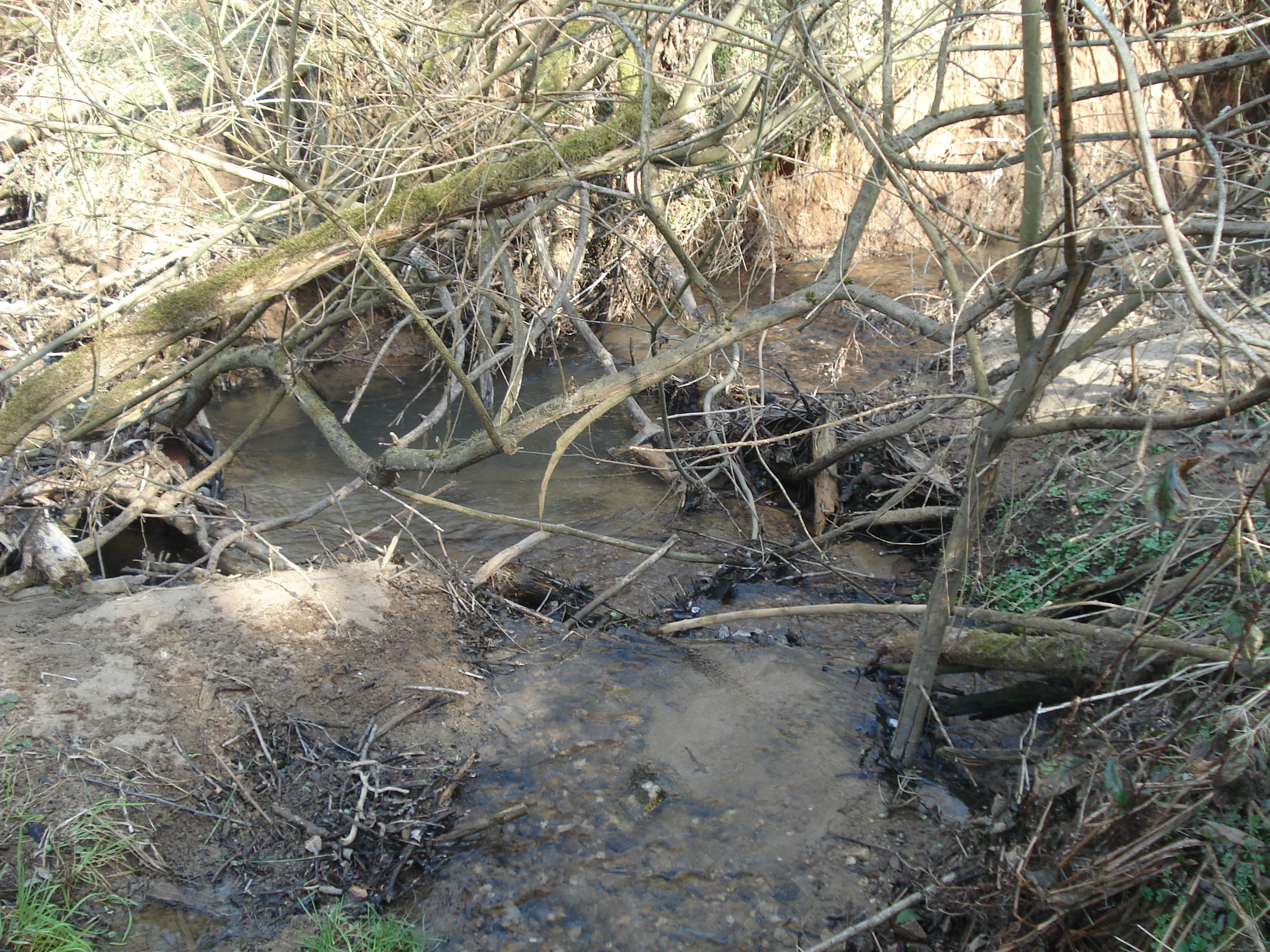
Der Folzbach (vorne) mündet in die Feldkahl (rechts)